# طاهر البرنبالي
طاهر محمود حسن البرنبالي (22 نوفمبر 1958 - 3 مارس 2017)، مواليد محافظة كفر الشيخ، هو شاعر عامية وطبيباً بيطريا مصري، حاصلاً علي بكالوريوس العلوم الطبية والبيطرية من جامعة الزقازيق.

## السيرة الأدبية
- عضو اتحاد كتاب مصر.

- عضو جمعية أتيليه القاهرة للفنانين والأدباء والكتاب.

- عضو جمعية المؤلفين والملحنين.

## مؤلفاته

### مجموعة دواوين الشعر العامية[5]
- طالعين لوش النشيد... الهيئة العامة للكتاب- سلسلة إشراقات 1989. ط 2... الهيئة العامة للكتاب - مكتبة الأسرة 2002.
- طفلة بتحبي تحت سقف الروح - الهيئة العامة لقصور الثقافة/ سلسلة أصوات أدبية 1994.
- طارت مناديل السعادة ... الهيئة العامة لقصور الثقافة 1999.
- طريق مفتوح ف ليل أعمى . الهيئة العامة لقصور الثقافة 2004
- طلعت ربيع دار الفؤاد . اتحاد الكتاب 2007
- طرطشات الذات والبنات . الهيئة العامة للكتاب

2008

### دواوين للأطفال
- مريم وطيور الفرحة الهيئة العامة لقصور الثقافة- كتاب قطر الندي 2001.
- الشمس وردة... الهيئة العامة لقصور الثقافة- كتاب قطر الندي - شعر أطفال - 2002.
- بحر ومركب - المركز القومي لثقافة الطفل - شعر طفل 2003.
- ورد المحبة . 2004 سلسلة كتاب قطر الندى
- زغاليلو 2005 سلسلى كتاب قطر الندى
- - ألوان يا عيال 2006 سلسلة كتاب قطر الندى
- - مراجيح 2006 المركز القومى لثقافة الطفل
- - البنت الشاطرة 2007 المركز القومى لثقافة الطفل
- - فتافيت السكر 2007 سلسلة كتاب قطر الندى
- - تفانين فنان 2008 سلسلة كتاب قطر الندى
- - يحكى أن 2009 المركز القومى لثقافة الطفل
- - مشاوير العصافير 2010 سلسلة كتاب قطر الندى

### البرامج الشعرية لإذاعة البرنامج العام[6]
- شايفة الماضي بعين الحاضر
- كل يوم جايزة لمدة ثلاث سنوات الدورة الصيفية
- البنت مصرية لمدة 6 سنوات متتالية من 2003-2008 يوم بعد يوم
- كتب أشعار يومية بجريدة البديل من خلال زاوية ( طلقة شعر ) لمدة 9 أشهر متتالية

من أول سبتمبر 2008 – أواخر مارس 2009

### أغاني الإذاعة المصرية
- -( وباسأل ) ألحان مصطفى على إسماعيل غناء عفاف راضى
- - (متخليش ) ألحان على سعد غناء غادة رجب- حسن فؤاد ( دويتو)

### تترات المسلسلات الدرامية التليفزيونية
- حياة الجوهرى ألحان ياسر عبد الرحمن غناء محمد الحلو
- أيام المنيرة تتر النهاية ألحان على سعد غناء محمد الحلو
- حروف النصب ألحان حسن إش إش غناء ياسر الشرقاوى
- الوشم ألحان إبراهيم رأفت غناء مها البدرى
- - أحزان مريم ألحان هاني مهنا غناء نهال نبيل

### الأشعار الغنائية لمسلسلات الأطفال
- همام وبنت السلطان إخراج أحمد مجدى ألحان جمال عطيه
- الأرض الطيبة إخراج محمود حنفي ألحان إبراهيم حزين
- حارة الموناليزا إخراج عماد سالم ألحان إبراهيم حزين
- رمانة وبرقوق وسر الصندوق إخراج محمود حنفى ألحان إبراهيم حزين – حمدي الواعي

### الأشعار الغنائية لبعض المسرحيات التي عرضت على مسرح الدولة
- عشى العميان ( مسرح السلام )
- طعم الكلام ( مسرح الطليعة )
- فر وطار ( مسرح الغد )
- آخر أتوبيس للحب ( المسرح الكوميدى )

### الأغاني لبعض المطربين والمطربات
- الله عليك... غناء: مها البدري، ألحان: أشرف السركي.
- للوطن غني.. غناء : مها البدري، ألحان فاروق الشرنوبي.
- امبارح كان ... غناء : حنان ماضي، ألحان: ياسر عبد الرحمن.
- أنت حبيبي - غناء : جيهان صادق - ألحان : عماد الرشيدي.

- نشر قصائده في العديد من الصحف والمجلات (المساء - الجمهورية - العربي - القاهرة - أخبار الأدب - الثقافة الجديدة - أدب ونقد - الشعر - المحيط الثقافي).
- كتب عنه الدكتور سيد البحراوي دراسة مقدمة لديوان «طالعين لوش النشيد» ط1.
- شارك في العديد من مؤتمرات أدباء مصر في الأقاليم.
- شاعر معتمد بالإذاعة المصرية.